# Smrt mouchy
Smrt mouchy (littéralement en français Mort d'une mouche), est un film tchécoslovaque réalisé par Karel Kachyňa, sorti en 1976.

## Synopsis
Le personnage principal – un adolescent timide (Luboš Knytl) est un photographe passionné qui a une peur panique des mouches. Il vit son premier amour, mais ce n'est qu'après un accident tragique qu'il constate qu'il perd sa peur et sa timidité et devient plus mature.

## Fiche technique
- Durée : 86 minutes
- Genre : drame
- Thème : Pavel Blumenfeld (cs)
- Scénario : Pavel Blumenfeld, Jan Otčenášek (cs), Jana Štroblová (cs), Karel Kachyňa
- Réalisation : Karel Kachyňa
- Montage : Miroslav Hájek
- Musique : Zdeněk Liška
- Production : Studios Barrandov

## Distribution
- Luboš Knytl : l'adolescent
- Jana Pehrová : Magda
- Miroslava Šafránková : une amie
- Milena Dvorská : Kodetová
- Otakar Brousek Jr.
- Josef Somr (cs)
- Libuše Švormová